# Collins Ridge
Il Collins Ridge, (in lingua inglese: Dorsale Collins), è un'aspra dorsale montuosa antartica, coperta di ghiaccio, che si estende in direzione nord dal Monte Behling fino al Ghiacciaio Bowman, dove volge in direzione nordest tra la confluenza del Ghiacciaio Bowman e del Ghiacciaio Amundsen, nei Monti della Regina Maud, in Antartide.
La dorsale è stata mappata sulla base di rilevamenti in loco e di foto aeree scattate dalla prima spedizione antartica (1928-30) dell'esploratore polare statunitense Byrd.
La denominazione è stata assegnata dall'Advisory Committee on Antarctic Names (US-ACAN) in onore di Henry C. Collins, vice responsabile del dipartimento mappe speciali dell'United States Geological Survey (USGS).